# Adrian Hegyvary
Adrian Hegyvary (auch Hegyvari) (* 5. Januar 1984 in Chicago) ist ein ehemaliger US-amerikanischer, vormals ungarischer Radsportler, der bei Rennen auf Straße und Bahn startete.

## Sportliche Laufbahn
Zu Beginn seiner Radsportlaufbahn fuhr Adrian Hegyvary, der eine doppelte Staatsbürgerschaft hat, für den ungarischen Radsportverband; so belegte er als Mitglied des Nationalteams bei den UCI-Straßen-Weltmeisterschaften 2006 in Salzburg im Einzelzeitfahren der U23-Klasse Rang 53. Spätestens 2010 beschloss er, für sein Geburtsland, die USA, zu starten; seitdem steht er beim Team UnitedHealthcare unter Vertrag. Zudem studierte er an der University of Washington und arbeitet als Radsporttrainer.
2014 wurde Hegyvary US-amerikanischer Meister in der Mannschaftsverfolgung, 2017 konnte er diesen Erfolg wiederholen. Bei den panamerikanischen Bahnmeisterschaften errang er gemeinsam mit Daniel Summerhill, Logan Owen und Eric Young Silber. 2018 gewann er bei diesen kontinentalen Meisterschaften zwei Titel, das Punktefahren und mit Daniel Holloway das Zweier-Mannschaftsfahren. Beim Lauf des Bahn-Weltcups in Santiago de Chile errang der US-amerikanische Vierer mit Hegyvary Bronze, beim Weltcuplauf im kanadischen Milton belegte Adrian Hegyvary mit Holloway Platz drei im Zweier-Mannschaftsfahren. Gemeinsam mt Gavin Hoover startete er bei den Olympischen Spielen in Tokio im Zweier-Mannschaftsfahren, das sie aber nicht beenden konnten.

## Privates
Adrian Hegyvary ist seit 2014 mit der neuseeländischen Radsportlerin Rushlee Buchanan verheiratet (Stand 2018). Die Eheleute beendeten 2021 gemeinsam ihre aktiven Radsportlaufbahnen nach den Olympischen Spielen in Tokio.

## Erfolge

### Bahn
2014
- US-amerikanischer Meister – Mannschaftsverfolgung (mit Zach Allison, Alexander Darville und Zak Kovalcik)

2017
- Panamerikameisterschaft – Mannschaftsverfolgung (mit Daniel Summerhill, Logan Owen und Eric Young)
- US-amerikanischer Meister – Mannschaftsverfolgung (mit Daniel Holloway, Gavin Hoover und Daniel Summerhill)

2018
- Panamerikameister – Scratch, Zweier-Mannschaftsfahren (mit Daniel Holloway)
- US-amerikanischer Meister – Zweier-Mannschaftsfahren (mit Daniel Holloway)

2019
- US-amerikanischer Meister – Punktefahren, Zweier-Mannschaftsfahren (mit Daniel Holloway), Mannschaftsverfolgung (mit Gavin Hoover, John Croom und Ashton Lambie)
- Panamerikaspielesieger – Mannschaftsverfolgung (mit Gavin Hoover, John Croom und Ashton Lambie)
- Panamerikaspiele – Punktefahren, Zweier-Mannschaftsfahren (mit Gavin Hoover)
- Panamerikameisterschaft – Zweier-Mannschaftsfahren (mit Daniel Holloway)